# Trois Mille Nuits
Pour plus de détails, voir Fiche technique et Distribution.
Trois Mille Nuits (3000 ليلة, transcription : 3000 Layla) est un film dramatique  palestinien réalisé par Mai Masri, sorti en 2015 et le 4 janvier 2017 en France. Il a été récompensé notamment du Tanit de bronze aux Journées cinématographiques de Carthage.
Le cinéaste Ken Loach l'a salué comme un film "fort" et "important".

## Synopsis
Iman, une jeune institutrice palestinienne récemment mariée est arrêtée et incarcérée dans une prison israélienne de haute sécurité où elle donne naissance à un garçon.

## Fiche technique
- Titre français : Trois Mille Nuits ou 3 000 Nuits[3]
- Titre original : 3000 ليلة, transcription : 3000 Layla
- Réalisation et scénario : Mai Masri
- Société de production : Les Films d'ici, Nour Productions, Orjouane Productions, Philistine Films
- Pays de production : France et Liban
- Distribution : JHR Films, MAD Solutions
- Pays d'origine :  Palestine
- Durée : 103 minutes
- Genre : drame

## Distribution
- Maisa Abd Elhadi : Layal
- Nadira Omran : Sana
- Abeer Hadad : Hava
- Raida Adon : Shulamit
- Yussuf Abu-Warda : Juge
- Anahid Fayad : Rihan
- Haifa Al-Agha : Im Ali
- Rakeen Saad : Jamila
- Hana Chamoun : Fidaa
- Khitam Edelbi : Ze eva
- Karim Saleh, : Ayman

## Récompenses
- 2016 :  Journées cinématographiques de Carthage, Tanit de bronze[4]
- 2016 : Washington DC International Film Festival, États-Unis, Circle Jury Award[5]
- 2016 : Paysages de Cinéastes Festival, France, prix du jury jeunes[5]
- 2016 : Paysages de Cinéastes Festival, France, prix du jury féminin[5]